# Microrregión del Sudeste de Roraima
La microrregión del Sudeste de Roraima es una de las microrregiones del estado brasilero de Roraima perteneciente a mesorregión del Sur de Roraima. Su población fue estimada en 2006 por el IBGE en 44.010 habitantes y está dividida en cuatro municipios. Posee un área de 51.470,449 km².

## Municipios
- Caroebe
- Rorainópolis
- São João da Baliza
- São Luís

- Datos: Q2466346